# Protección de la Madre de Dios

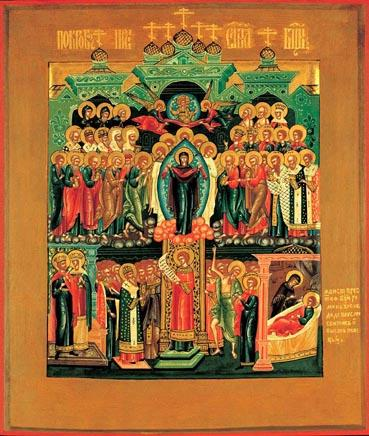
Icono ruso del de la Protección de la Madre de Dios.

La Protección de Nuestra Santísima Señora Theotokos y siempre Virgen María, o simplemente, la Protección de la Madre de Dios, conocida en el eslavo eclesiástico como Pokrov (Покровъ, "protección") y en griego como Skepê (Σκέπη), es una festividad de la Virgen María celebrada en la Iglesia ortodoxa y en las Iglesias orientales católicas.
La festividad celebra la protección proporcionada a los fieles a través de la intercesión de la Theotokos (la Madre de Dios). Se trata de una de las festividades más importantes en el año litúrgico de la Iglesia ortodoxa rusa. En Rusia se trata de la solemnidad más importante tras la Resurrección de Jesús y las Doce Grandes Fiestas de la Iglesia Ortodoxa. La festividad se celebra conjuntamente en todas las Iglesias Ortodoxas, pero donde se celebra con más fervor es en Rusia y Ucrania.

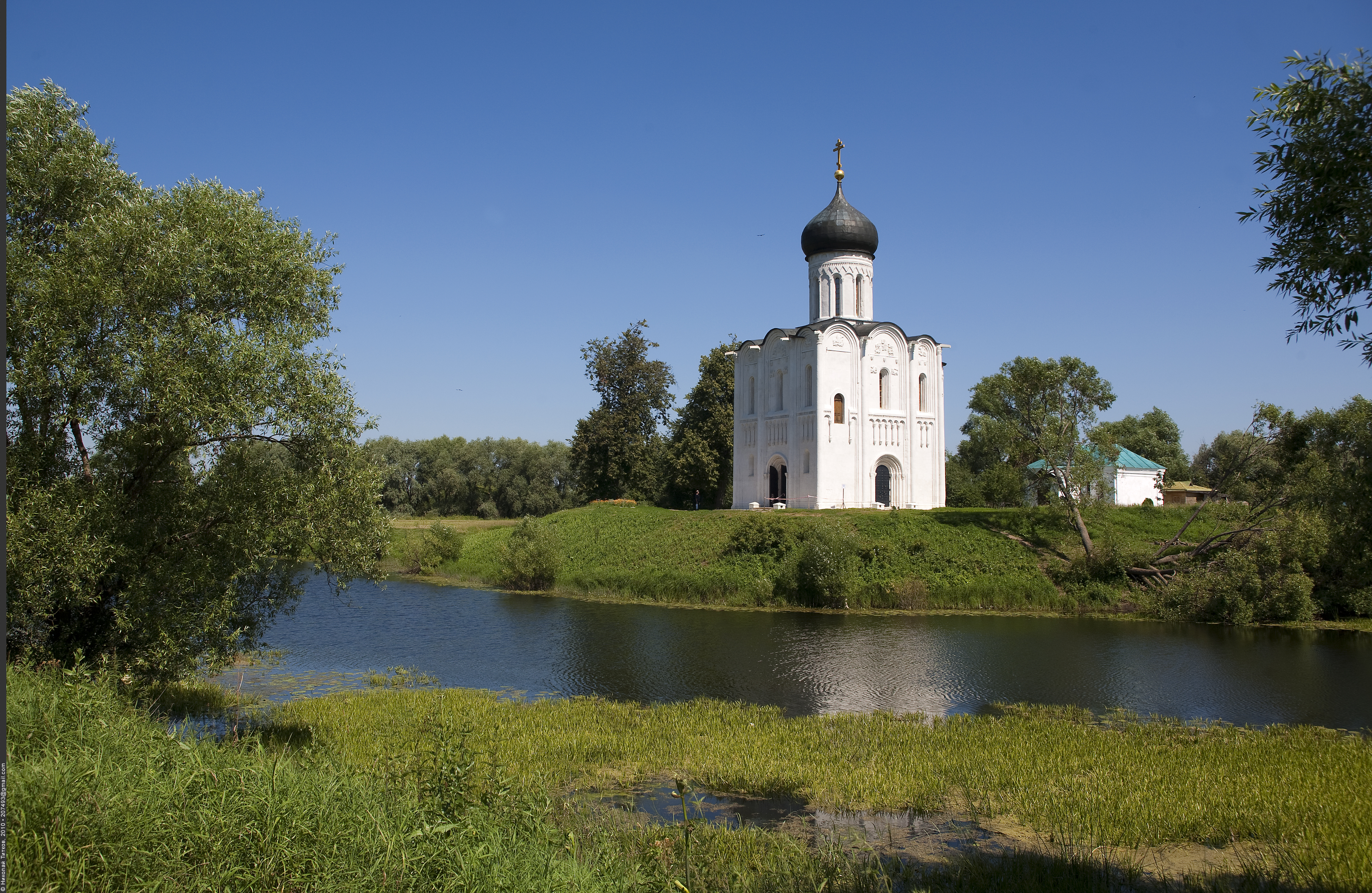
Iglesia de la Intercesión del río Nerl.

La palabra rusa Pokrov, al igual que la griega Skepê, tiene un significado complejo. En primer lugar, se refiere a un sudario, pero también significa "protección" o "intercesión". Por este motivo, el nombre de la festividad se traduce en ocasiones como el "Velo de Nuestra Señora", el "Velo Protector de la Theotokos", la "Protección de la Theotokos" o la "Intercesión de la Theotokos".
En la pintura de Occidente es similar la iconografía de la "Virgen de la Misericordia" o "de la Merced", en este caso con el manto de la Virgen.
- Datos: Q1410684
- Multimedia: Intercession of the Theotokos / Q1410684